# Track (radar)
Een track is de benaming in radar-jargon voor een doel waarvan positie, koers en snelheid eenduidig bepaald zijn.
Een track is een abstracte verzameling gegevens. Een verkeersleider spreekt meestal over een track wanneer hij een afbeelding van een vliegtuig of schip op zijn radarscherm bedoelt. In overdrachtelijke zin bedoelt hij dan vaak het vliegtuig of schip zelf. Een programmeur van radar-software spreekt over een track wanneer hij de complete verzameling gegevens van een doel bedoelt die in een systeem aanwezig is. Dit is in het algemeen veel meer dan de genoemde positie, koers en snelheid. Zo kunnen bijvoorbeeld ook hoogte (voor vliegtuigen), identiteit, bestemming, plaats van vertrek, lading, geschatte tijd van aankomst, etc. deel zijn van de gegevensverzameling die wordt aangeduid met de naam track.
De minimumhoeveelheid gegevens om over een track te kunnen spreken is in het algemeen de genoemde combinatie positie/koers/snelheid. Wanneer een of meerdere radar-echo's worden opgevangen, maar deze drie gegevens kunnen (nog) niet eenduidig worden bepaald, spreekt men vaak van een plot.